# École Alexandre-Dumas de Naples
L’école française Alexandre-Dumas est située au no 86 de Via Francesco Crispi à Naples en Italie.
L’école française, faisant partie du réseau des lycées français à l'étranger, accueille de la petite section à la troisième. 

## Palazzo Grenoble
Construit en 1884 par l'architecte Lamont Young, le bâtiment qui accueille l’école Alexandre-Dumas est dénommé Palazzo Grenoble.  
Le bâtiment héberge depuis 1933 l'Institut français de Naples, le Centre de recherches archéologiques Jean-Bérard, l’école française Alexandre-Dumas et, depuis 2001, le consulat général de France.